# Сицилієць (роман)
«Сицилі́єць» (англ. The Sicilian) — біографічний роман американського письменника Маріо П'юзо. Написаний у 1984 році як друга частина літературної серії «Хрещений батько» і продовження однойменного роману. Твір розповідає про життя сицилійського розбійника і сепаратиста Сальваторе Джуліано, якого називали «останнім Робін Гудом».
Відразу після виходу першого видання роман здобув популярність і невдовзі був перекладений іншими мовами. В 1987 році за сюжетом твору поставлений фільм «Сицилієць» з Кристофером Ламбертом у головній ролі. Однак популярність «Хрещеного батька» затьмарювала славу цього твору, тому в українському перекладі він з'явився лише в 2018 році. Перше українське видання в перекладі Олени Оксенич здійснило видавництво «Клуб сімейного дозвілля».

## Сюжет
1950 рік. Майкл Корлеоне — син дона Корлеоне, «хрещеного батька» американської мафії — повертається в США після переховування на Сицилії. Наостанок він повинен виконати батькове доручення: доправити в Америку Сальваторе (Турі) Гільяно, сицилійського розбійника, на якого полює римська влада в особі полковника Луки. Заради цього Майкл зустрічається з місцевим мафіозі доном Кроче, від якого дізнається про «Заповіт» — викривальний документ, що доводить співпрацю розбійника з урядом Християнсько-демократичної партії. «Заповіт» — гарантія недоторканності Гільяно, адже його оголосять лише у випадку смерті автора. Корлеоне робить висновок, що дон Кроче смертельно боїться і ненавидить Гільяно; ввечері Майкл зустрічається з батьками розбійника, де знайомиться ще з двома неабиякими персонажами: гоноровим красенем Гаспаре (Аспану) Пішоттою і професором Палермського університету, коротуном Гектором Адонісом. Ці двоє також ненавидять одне одного через ревнощі до Гільяно: перший є його правою рукою, другий — хрещеним і вчителем. Набожна мати Гільяно дарує Майклу статуетку чорної Мадонни. У вузькому колі змовників виробляють план: першою до Америки поїде вагітна наречена розбійника, яка сповістить, що шлях безпечний. Після цього той вийде на зв'язок з Майклом.
1943 рік. Сальваторе Гільяно — син бідних селян, які в минулому працювали в Америці у дона Корлеоне, але не нажили статків. Щоб підробити, Турі з вірним другом дитинства Аспану Пішоттою займаються контрабандою продуктів, яка суворо переслідується владою. Під час невдалого контрабандного вояжу Гільяно вбиває карабінера. Тепер на нього і Пішотту полює поліція. Гільяно оголошує війну римській владі. Він визволяє з-під арешту односельчан, частина яких приєднується до нього і Пішотти. Маленький загін починає жити розбоєм, пограбуванням поїздів і викраденням багатіїв, з яких вимагають викуп. Однак Гільяно принципово стоїть на боці бідняків, яких завжди обдаровує частиною награбованого. Така політика швидко навертає до нього всю округу. Загін Гільяно росте, а військо таємних помічників тим паче. Скоро Гільяно перетворюється на «Короля» Монтелепре — свого рідного міста.
Дон Кроче — місцевий «хрещений батько» звертає увагу на Турі, якому хоче заповідати свою злодійську імперію. Через Гектора Адоніса він пропонує тому перейти під крило мафії, однак Гільяно відхиляє цю пропозицію. Його міць і влада зростають, адже Гільяно рішуче розправляється з усіма зрадниками і донощиками. Офіційна влада за відсутності співпраці з місцевим населенням паралізована. Однак потуга Гільяно не лише у насиллі й підтримці односельчан. Сальваторе вирізняється винятково благородною вдачею, навіть його полонені висловлюються про нього якнайкраще.
1947 рік. Гільяно мріє про квітучу і незалежну Сицилію, тому коли на місцевих виборах перемагають комуністи, він погоджується на співпрацю з їхніми опонентами — Християнсько-демократичною партією. Посередником у перемовах між Гільяно і міністром юстиції в Римі виступає не хто інший, як всевладний дон Кроче. На вимогу Риму Гільяно погоджується розігнати традиційну першотравневу демонстрацію в Портелла-делла-Джинестра, сподіваючись цією послугою заробити на помилування. Його вояки мають стріляти поверх голів демонстрантів, однак під час акції стається «помилка» і кількадесят людей, включно з дітьми і жінками поранені вогнем кулеметів. Гільяно усвідомлює, що це — робота мафії, яка вміло обнулила його заслуги перед народом і на все життя заплямувала перед владою.
За ганебну поразку Гільяно відплачує стратою шістьох місцевих мафіозі, які перешкоджали селянам взяти участь у паюванні орендованої землі, та ця запізніла акція на користь бідняків вже не здатна розбудити в них класову свідомість. На приборкання розбійника з Риму надсилають армію в 5000 солдатів, очолювану полковником Лукою. Цей талановитий стратег виграє кілька сутичок у горах, завдаючи збитків живій силі Гільяно. Лука також заарештовує більшість прихильників Турі (справжніх чи потенційних). Тепер для Сальваторе єдиний порятунок — втеча в Америку. Наостанок він пробує вбити дона Кроче, але той рятується від замаху. Тепер остаточно зрозуміло, що в загоні Гільяно є зрадник. Втім, шлях до рятівника Майкла Корлеоне лежить через кількох посередників, які так чи інакше зв'язані з доном Кроче. Отже, все залежатиме від тонкої стратегічної гри.
Рятівна зустріч має відбутися в місті Кастельветрано. Гільяно прибуває в умовлене місце, де має спочатку зустрітись з Пішоттою. Але в місті вже повно карабінерів. Гільяно вирушає на запасне місце зустрічі — в руїни Селінунта. Майкл Корлеоне приїздить на зустріч з Гільяно, але йому повідомляють, що того вранці вбили в місті. Батько Гільяно оголошує вендету зрадникові — Аспані Пішотті. Майкла також заарештовують за сприяння втечі небезпечного злочинця, однак по деякім часі звільняють на прохання дона Кроче. За кілька місяців Аспану Пішотту отруюють у в'язниці Уччардоне.
Майкл Корлеоне повертається в Америку. «Заповіт» Гільяно теж тут — він був захований в Мадонні, яку йому вручила мати Турі. Майкл звертається до батька з проханням оприлюднити вміст «Заповіту», щоб хоч у такий спосіб помститися за загибель сицилійського «Робін Гуда». Але батько переконує того позбутися романтичних поглядів: «Найперший обов'язок людини — залишитися живим. А вже потім те, що називають честю».

## Аналіз твору
Сюжет «Сицилійця» побудований на реальній історії життя відомого сицилійського розбійника і сепаратиста Сальваторе Джуліано. Власне, та частина твору, яка описує його життєвий шлях, — це достовірний переказ його документальної біографії. Маріо П'юзо дотримувався точностей в найменших деталях, змальовуючи зовнішність головних героїв, описуючи склад сім'ї Сальваторе, посилаючись на топографічні подробиці його дислокації та переміщень. Водночас, щоби роман не трактували як документальне розслідування, він змінив ім'я головного героя з Джуліано на Гільяно, формально вписавши твір у рамки художньої літератури.
На цій підставі він дещо героїзував, відбілив образ головного героя, адже справжній Сальваторе Джуліано не тільки турбувався про бідних, але й сам привласнив мільярди лір. Відступити від документальних свідоцтв письменник дозволив собі також і в тому, що стосувалось другорядних героїв. Наприклад, він змалював Гаспаре Пішотту двоюрідним братом і другом дитинства Гільяно, хоча насправді той познайомився з Сальваторе лише в 1945 році. Також у документальних свідоцтвах відсутнє ім'я Гектора Адоніса.
Попри документальну точність Маріо П'юзо вдалося уникнути лінійної строгості викладу. До останнього моменту в романі невідомо, хто саме зраджував Гільяно. Крім того, хід подій має ледь помітні неузгодженості, як от, розстріл Гільяно в руїнах Селінунта і калюжа крові на місці знаходження трупа в міському подвір'ї, що дає підставу уважному читачеві засумніватися в саме такій розв'язці. Дійсно, деякі з очевидців подій вказують, що замість Сальваторе Джуліано був розстріляний двійник, а сам він врятувався втечею в Америку, як і передбачалось планом з самого початку.